# XKMS
XML Key Management Specification (XKMS) — набор протоколов, разработанный W3C, который описывает распространение и регистрацию открытых ключей шифрования, применимый для использования совместно со стандартом XML Signature, определённым W3C и IETF, и в содружестве со стандартом XML Encryption.
XML Key Management Specification используется фреймворками Веб-служб для облегчения создания безопасной связи между приложениями, используя инфраструктуру открытых ключей (PKI).
Эти протоколы не требуют отдельной инфраструктуры открытых ключей (такой как X.509), но спроектированы так, чтобы быть совместимыми с такими инфраструктурами.

## Архитектура
XKMS содержит в себе 2 части:
XML Key Information Service Specification (X-KISS)Протокол для поддержки делегирования от приложения к серверу обработки информации ключа, ассоциированной с XML signature, XML encryption, или иного использования элемента XML Signature <ds:KeyInfo>.
XML Key Registration Service Specification (X-KRSS)Протокол для поддержки регистрации пары ключей хозяином пары, c целью впоследствии использовать пару ключей совместно с XKISS или PKI, таким как X.509 PKIX.
Основная цель XKMS — это позволить переложить всю сложность реализации традиционного PKI с клиента на внешнюю службу.